# تحديد البروتينات بالوزن الجزيئي
تحديد البروتينات بالوزن الجزيئي (بالإنجليزية: MOWSE)‏ هي طريقة لتحديد البروتينات من الوزن الجزيئي للببتيدات التي أنشأتها عملية الهضم بروتينية لمقارنتها مع الطيف الكتلي.